# Coppa della Divisione (calcio a 5 femminile)
La Coppa della Divisione è stata una competizione calcettistica italiana organizzata dalla Divisione Calcio a 5. Istituita nel 2019 per equiparare la categoria maschile è l'equivalente di una coppa di lega a cui partecipano tutte le società iscritte ai campionati nazionali femminili (Serie A e Serie A2).
Dopo due anni di stop, dovuti alla pandemia di COVID-19, la competizione non è più stata riproposta.

## Formula
Al torneo sono qualificate d'ufficio tutte le squadre partecipanti ai campionati di Serie A e Serie A2 distribuite in 8 gironi territoriali da 8 squadre ciascuno. Essendo l'intera competizione articolata in gare uniche a eliminazione diretta, la Divisione ha stilato preventivamente una graduatoria delle teste di serie: la società che risulterà avere il peggior posizionamento disputerà la gara in casa.

## Regolamento
Al termine degli incontri dei primi tre turni, saranno dichiarate vincenti le squadre che al termine della gara avranno realizzato il maggior numero di reti. Qualora risultasse parità nelle reti segnate gli arbitri della gara faranno disputare due tempi supplementari di 5 minuti ciascuno. Qualora la parità perdurasse anche al termine dei tempi supplementari, si procederà all'effettuazione dei tiri di rigore. Nelle gare è fatto obbligo alle società di impiegare almeno 5 calciatori formati in Italia. Le quattro vincitrici dei quarti di finali sono qualificate alla fase finale, disputata in sede unica.

## Storia
Le edizioni 2020-21 e 2021-22 della competizione non sono state disputate.

## Albo d'oro
| Stagione  | Sede    | Vincitore    | Finalista |
| --------- | ------- | ------------ | --------- |
| 2019-2020 | Taranto | Montesilvano | Salinis   |

## Vittorie per squadra
| Titoli | Squadra      | Edizione |
| ------ | ------------ | -------- |
| 1      | Montesilvano | 2020     |